# 伊希姆區

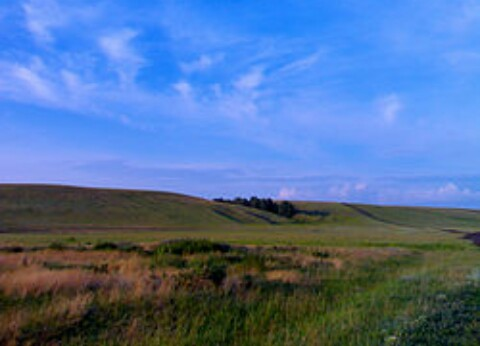

56°07′N 69°30′E / 56.117°N 69.500°E
伊希姆區（俄语：Ишимский район），是俄羅斯的一個區，位於該國南部，由秋明州負責管轄，面積約5,500平方公里，2010年該區人口31,085，人口密度每平方公里5.65人。